# Island Storm
Island Storm es un equipo de baloncesto canadiense que juega en la NBL Canadá, la primera competición profesional de su país. Tiene su sede en la ciudad de Charlottetown, Isla del Príncipe Eduardo, y disputa sus partidos como local en el Eastlink Centre, con capacidad para 4.000 espectadores.

## Historia
El equipo se formó en 2011, coincidiendo con la creación de la NBL Canadá, siendo los dueños de una compañía de software y millonarios de la Isla del Príncipe Eduardo. Darren MacKay y Duncan Shaw inicialmente no tenían en claro dónde establecerían su sede, si en la ciudad de Charlottetown o en Summerside, aunque finalmente se decantaron por esta última.
Sus mejores temporadas fueron la 2012-13 y la siguiente, llegando en ambas a disputar las finales por el campeonato, perdiendo ante London Lightning en 2013 por 3-1, y al año siguiente ante Windsor Express por 4-3.

## Temporadas
| Año     | Liga | Temp. Regular | Playoffs            |
| ------- | ---- | ------------- | ------------------- |
| 2011-12 | NBL  | 6º            |                     |
| 2012-13 | NBL  | 2º            | Pierde en la final  |
| 2013-14 | NBL  | 3º            | Pierde en la final  |
| 2014-15 | NBL  | 2º, Atlántico | Pierde en semifinal |
| 2015-16 | NBL  | 4º, Atlántico | Pierde en 1ª ronda  |